# Hendrik van Schuylenburgh

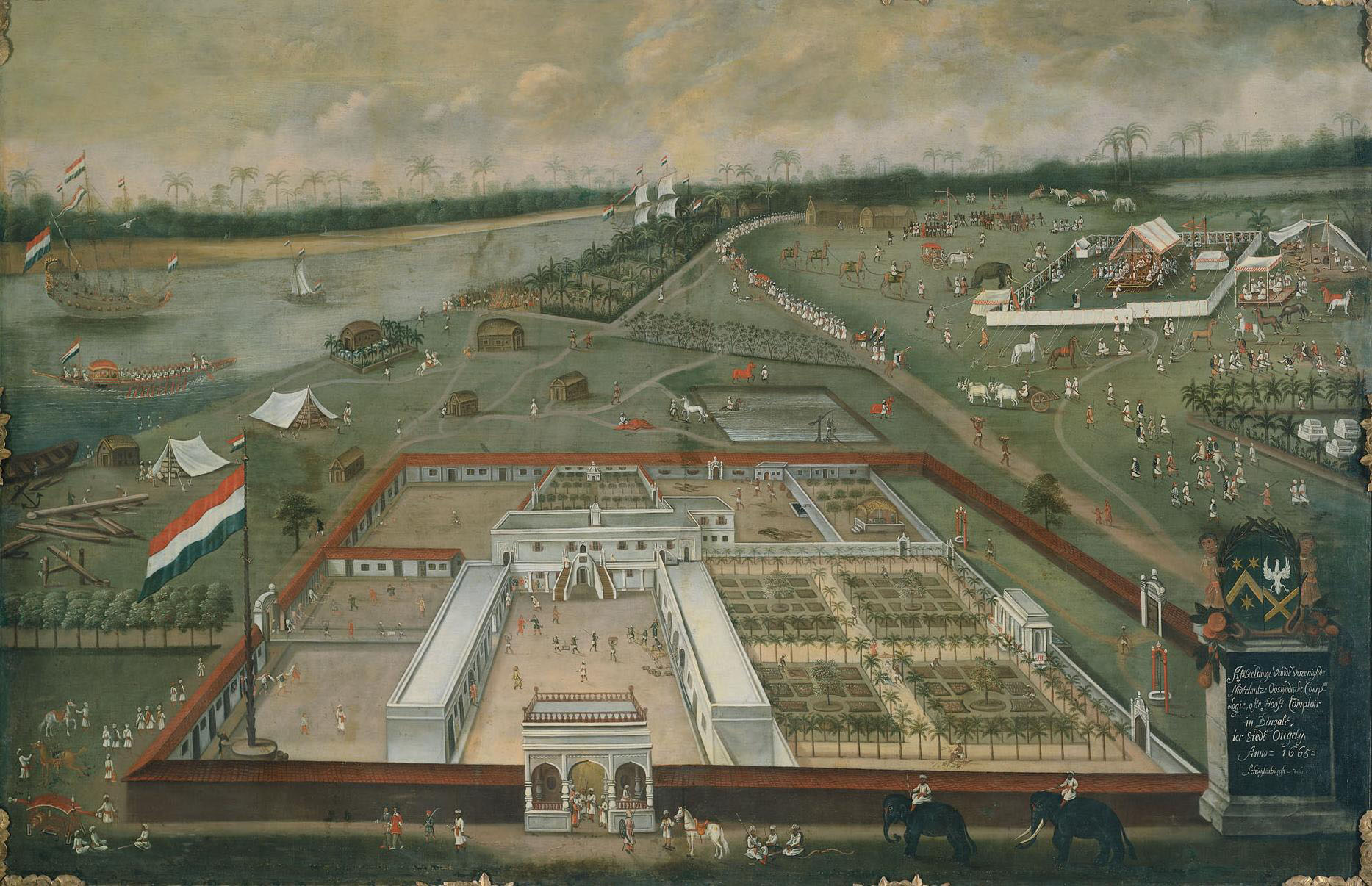
Hendrik van Schuylenburgh. De factorij van de Verenigde Oostindische Compagnie te Hoegly in Bengalen. 1665. Amsterdam, Rijksmuseum Amsterdam.

Hendrik van Schuylenburgh, ook gespeld als Hendrick van Schuijlenburgh (Middelburg, ca. 1620 – aldaar, 1689) was een Nederlands landschapschilder.
Hoewel hij pas in 1644 voor het eerst wordt vermeld in het register van het schildersgilde van Middelburg, gaat men ervan uit dat hij in 1642 al actief was als schilder. Het register van 1642 ontbreekt namelijk. Verder wordt hij nog genoemd in 1653, 1655, 1660 en 1669, als lid, maar ook als bestuurder. Tussen 1661 en 1668 ontbreekt zijn naam echter in de registers. Juist in deze periode maakte hij enkele werken van Nederlandse factorijen in India. Dit doet vermoeden dat hij in die periode werkzaam was voor de VOC in Azië. De gedetailleerdheid waarmee hij deze landschappen schilderde bevestigen dit.
- Biografisch Portaal: 60278829
- Gemeinsame Normdatei: 122898419
- Nederlandse Thesaurus van Auteursnamen: 184316049
- RKD-Nederlands Instituut voor Kunstgeschiedenis: 71464
- Union List of Artist Names: 500042610
- Virtual International Authority File: 95959274
- WorldCat: E39PBJcGjDWqYW4KTG7DcfkYyd